# Serie D 2010-2011
La Serie D 2010-2011 è la 63ª edizione del campionato di categoria.

## Stagione
Al torneo prendono parte 167 squadre, divise in 9 gironi, sei dei quali composti da 18 compagini, due da 20 e uno da 19; tra esse figura una sola delle nove retrocesse al termine del campionato di Seconda Divisione Lega Pro 2009-10, 31 club provenienti dall'Eccellenza (di cui 21 in seguito ai ripescaggi) e altre quattro formazioni (Mantova, Rimini, Arezzo e Perugia) ammesse in soprannumero al torneo dopo la mancata iscrizione ai campionati professionistici. I campionati dei 9 gironi sono iniziati il 5 settembre 2010 e si sono conclusi l'8 maggio 2011. I play-off partirono una settimana più tardi, il 15 maggio, mentre i play-out si giocarono il 22 maggio (andata) ed il 29 maggio (ritorno).

### Aggiornamenti
A completamento di organico vengono ripescate in Lega Pro Seconda Divisione 2010-2011 la Pro Belvedere, il Bellaria Igea Marina e la Carrarese (tra le retrocesse) e la Virtus Entella, il Casale, il Renate, il Carpi, l'Aquila, il Campobasso, il Pomezia, il Latina, il Matera, il Trapani, il Vigor Lamezia e l'Avellino tra le aventi diritto a partecipare al campionato di Serie D.

Inoltre la Pro Sesto, l'Igea Virtus, il Vico Equense, il Noicattaro e la Colligiana, appena retrocesse dalla Lega Pro Seconda Divisione non si iscrivono al campionato. Altre squadre a non iscriversi sono il Domegliara, il Cecina e il Casoli.
Discorso a parte per il Pianura che, pur essendo stata promossa in Lega Pro Seconda Divisione la stagione precedente, non ottiene l'iscrizione in Lega Pro e non si iscrive neanche al campionato di Serie D.
Per fare fronte a questa carenza di organico vengono ripescate 21 squadre:
- Fiorenzuola
- Santhià
- Sporting Terni
- Castelnuovo Sandrà
- Arzachena
- Novese
- Castel San Pietro
- Voluntas Spoleto
- Derthona
- Jesina
- Bacoli Sibilla Flegrea
- Virtus Pavullese
- Monteriggioni
- Camaiore
- Noto
- Arzanese
- Castiadas
- Montecchio
- Francavilla
- Treviso
- Real Nocera Superiore

Inoltre vengono ammesse 4 squadre ammesse in soprannumero:
- Mantova
- Rimini
- Arezzo
- Perugia

Avvengono infine le seguenti fusioni, acquisizione/cessione di titoli e cambi di denominazione sociali:
- La Valleverde Riccione cede il titolo sportivo al Real Rimini.
- Il Rosarno cede il titolo al Cittanova Interpiana.
- Il neopromosso Saronno cede il titolo alla Gallaratese e cessa l'attività.
- L'Albignasego cambia denominazione in San Paolo PD.
- L'Insubria CaronneseTurate cambia denominazione in Insubria Caronnese.
- Il Città di Jesolo cambia denominazione in SanDonàJesolo.
- Il Rondinelle Latina cambia di denominazione in Football Club Aprilia s.r.l..
- La neopromossa Omega Bagaladi cambia denominazione in Valle Grecanica.
- Il Bikkembergs Fossombrone cambia denominazione in Fossombrone.

## Squadre Partecipanti

### Girone A
- Acqui
- Albese
- Aquanera Comollo
- Asti
- Borgorosso Arenzano
- Borgosesia
- Chiavari Caperana
- Chieri
- Cuneo
- Derthona
- Gallaratese
- Lavagnese
- Novese
- Rivoli
- Saint-Christophe
- Santhià
- Sarzanese
- Seregno
- Settimo
- Vigevano

### Girone B
- AlzanoCene
- Cantù San Paolo
- Caratese
- Castellana
- Castelnuovo Sandrà
- Colognese
- Darfo Boario
- Insubria Caronnese
- Legnago
- Mantova
- Olginatese
- Pontisola
- Solbiatese
- Sterilgarda Castiglione
- Trento
- Villafranca Veronese
- Virtus Verona
- Voghera

### Girone C
- Belluno
- Città di Concordia
- Chioggia Sottomarina
- Este
- Kras
- Montebelluna
- Montecchio
- Opitergina
- Pordenone
- Rovigo
- San Paolo PD
- SanDonàJesolo
- Sanvitese
- Tamai
- Torviscosa
- Treviso
- Union Quinto
- Venezia

### Girone D
- Bagnolese
- Borgo a Buggiano
- Camaiore
- Carpenedolo
- Castel San Pietro
- Fiorenzuola
- Forcoli
- Mezzolara
- Ponsacco
- Nuova Verolese
- Pizzighettone
- Pontedera
- Rosignano Sei Rose
- Rudianese
- Russi
- Tuttocuoio
- Virtus Castelfranco
- Virtus Pavullese

### Girone E
- Arezzo
- Castel Rigone
- Deruta
- Flaminia C.C.
- Fortis Juventus
- Group Città di Castello
- Monteriggioni
- Montevarchi
- Orvietana
- Perugia
- Pianese
- Pontevecchio
- Sansepolcro
- Scandicci
- Sporting Terni
- Sestese
- Todi
- Voluntas Spoleto

### Girone F
- Atessa Val di Sangro
- Atletico Trivento
- Bojano
- Cesenatico
- Civitanovese
- Forlì
- Forsempronese
- Jesina
- Luco Canistro
- Miglianico
- Olympia Agnonese
- Real Rimini
- Recanatese
- R.C. Angolana
- Rimini
- Sambenedettese
- Santarcangelo
- Santegidiese
- Teramo
- Venafro

### Girone G
- Anziolavinio
- Aprilia
- Arzachena
- Astrea
- Bacoli Sibilla Flegrea
- Budoni
- Castiadas
- Cynthia
- Fidene
- Guidonia Montecelio
- Monterotondo
- Porto Torres
- Sanluri
- Selargius
- Tavolara
- Viribus Unitis
- Viterbese
- Zagarolo

### Girone H
- Angri
- Arzanese
- Battipagliese
- Boville Ernica
- Capriatese
- Fortis Murgia
- Fortis Trani
- Francavilla
- FC Francavilla
- Gaeta
- Grottaglie
- Ischia
- Nardò
- Ostuni
- Pisticci
- Pomigliano
- Sant'Antonio Abate
- Casarano

### Girone I
- Acireale
- Atletico Nola
- Casertana
- Cittanova Interpiana
- Ebolitana
- Forza e Coraggio
- HinterReggio
- Marsala
- Mazara
- Messina
- Modica
- Nissa
- Noto
- Real Nocera Superiore
- Rossanese
- Sambiase
- Sapri
- Turris
- Valle Grecanica

## Play-off
Le 9 squadre vincitrici dei play-off di girone sono state divise in 3 gironi da 3 squadre ognuno in cui le cui vincitrici accedono alle semifinali, insieme alla vincente della Coppa Italia Serie D, da disputarsi in turni di andata e ritorno e la finale unica in campo neutro.

### Turno preliminare

#### Triangolare 1
| Squadra                   | P.ti | G | V | N | P | GF | GS | DR |
| ------------------------- | ---- | - | - | - | - | -- | -- | -- |
| 1. Bacoli Sibilla Flegrea | 4    | 2 | 1 | 1 | 0 | 5  | 3  | +2 |
| 2. SanDonàJesolo          | 4    | 2 | 1 | 1 | 0 | 5  | 3  | +2 |
| 3. Pontedera              | 0    | 2 | 0 | 0 | 2 | 2  | 6  | -4 |

Legenda:
      Promossa al turno successivo.
Regolamento:
Tre punti a vittoria, uno a pareggio, zero a sconfitta.
|                        | Risultati |                        | Luogo e data   |
| ---------------------- | --------- | ---------------------- | -------------- |
| SanDonàJesolo          | 2-2       | Bacoli Sibilla Flegrea | 29 maggio 2011 |
| Pontedera              | 1-3       | SanDonàJesolo          | 5 giugno 2011  |
| Bacoli Sibilla Flegrea | 3-1       | Pontedera              | 8 giugno 2011  |
|                        |           |                        |                |

#### Triangolare 2
| Squadra             | P.ti | G | V | N | P | GF | GS | DR |
| ------------------- | ---- | - | - | - | - | -- | -- | -- |
| 1. Rimini           | 4    | 2 | 1 | 1 | 0 | 4  | 2  | +2 |
| 2. Saint-Christophe | 3    | 2 | 1 | 0 | 1 | 4  | 5  | -1 |
| 3. Pomigliano       | 1    | 2 | 0 | 1 | 1 | 3  | 4  | -1 |

Legenda:
      Promossa al turno successivo.
Regolamento:
Tre punti a vittoria, uno a pareggio, zero a sconfitta.
|                  | Risultati |                  | Luogo e data   |
| ---------------- | --------- | ---------------- | -------------- |
| Saint-Christophe | 3-2       | Pomigliano       | 29 maggio 2011 |
| Pomigliano       | 1-1       | Rimini           | 5 giugno 2011  |
| Rimini           | 3-1       | Saint-Christophe | 8 giugno 2011  |
|                  |           |                  |                |

#### Triangolare 3
| Squadra             | P.ti | G | V | N | P | GF | GS | DR |
| ------------------- | ---- | - | - | - | - | -- | -- | -- |
| 1. Voghera          | 4    | 2 | 1 | 1 | 0 | 3  | 2  | +1 |
| 2. Sansepolcro      | 2    | 2 | 0 | 2 | 0 | 5  | 5  | 0  |
| 3. Forza e Coraggio | 1    | 2 | 0 | 1 | 1 | 3  | 4  | -1 |

Legenda:
      Promossa al turno successivo.
Regolamento:
Tre punti a vittoria, uno a pareggio, zero a sconfitta.
|                  | Risultati |                  | Luogo e data   |
| ---------------- | --------- | ---------------- | -------------- |
| Voghera          | 1-0       | Forza e Coraggio | 29 maggio 2011 |
| Forza e Coraggio | 3-3       | Sansepolcro      | 5 giugno 2011  |
| Sansepolcro      | 2-2       | Voghera          | 8 giugno 2011  |
|                  |           |                  |                |

### Semifinali
Alle semifinali hanno accesso SanDonàJesolo, Rimini, Voghera e Turris (finalista della Coppa Italia Serie D).
|               | Risultati |               | Luogo e data   |
| ------------- | --------- | ------------- | -------------- |
| Rimini        | 4-1       | Voghera       | 15 giugno 2011 |
| Voghera       | 0-1       | Rimini        | 19 giugno 2011 |
|               |           |               |                |
| SanDonàJesolo | 2-2       | Turris        | 15 giugno 2011 |
| Turris        | 0-0       | SanDonàJesolo | 19 giugno 2011 |
|               |           |               |                |

### Finale
|        | Risultati     |        | Luogo e data          |
| ------ | ------------- | ------ | --------------------- |
| Rimini | 0-0 (3-1 dtr) | Turris | Terni, 26 giugno 2011 |
|        |               |        |                       |

## Poule scudetto
Lo Scudetto Dilettanti viene assegnato dopo un torneo fra le vincitrici dei 9 gironi. Le squadre vengono divise in 3 triangolari le cui vincitrici, più la migliore seconda, accedono alle semifinali e poi alla finale unica in campo neutro.

### Turno preliminare

#### Triangolare 1
| Squadra    | P.ti | G | V | N | P | GF | GS | DR |
| ---------- | ---- | - | - | - | - | -- | -- | -- |
| 1. Cuneo   | 4    | 2 | 1 | 1 | 0 | 5  | 2  | +3 |
| 2. Treviso | 2    | 2 | 0 | 2 | 0 | 1  | 1  | 0  |
| 3. Mantova | 1    | 2 | 0 | 1 | 1 | 1  | 4  | -3 |

Legenda:
      Promossa al turno successivo.
Regolamento:
Tre punti a vittoria, uno a pareggio, zero a sconfitta.
|         | Risultati |         | Luogo e data   |
| ------- | --------- | ------- | -------------- |
| Treviso | 1-1       | Cuneo   | 22 maggio 2011 |
| Mantova | 0-0       | Treviso | 29 maggio 2011 |
| Cuneo   | 4-1       | Mantova | 4 giugno 2011  |
|         |           |         |                |

#### Triangolare 2
| Squadra             | P.ti | G | V | N | P | GF | GS | DR |
| ------------------- | ---- | - | - | - | - | -- | -- | -- |
| 1. Perugia          | 4    | 2 | 1 | 1 | 0 | 2  | 1  | +1 |
| 2. Santarcangelo    | 2    | 2 | 0 | 2 | 0 | 1  | 1  | 0  |
| 3. Borgo a Buggiano | 1    | 2 | 0 | 1 | 1 | 2  | 3  | -1 |

Legenda:
      Promossa al turno successivo.
Regolamento:
Tre punti a vittoria, uno a pareggio, zero a sconfitta.
|                  | Risultati |                  | Luogo e data   |
| ---------------- | --------- | ---------------- | -------------- |
| Santarcangelo    | 0-0       | Perugia          | 22 maggio 2011 |
| Borgo a Buggiano | 1-1       | Santarcangelo    | 29 maggio 2011 |
| Perugia          | 2-1       | Borgo a Buggiano | 4 giugno 2011  |
|                  |           |                  |                |

#### Triangolare 3
| Squadra      | P.ti | G | V | N | P | GF | GS | DR |
| ------------ | ---- | - | - | - | - | -- | -- | -- |
| 1. Arzanese  | 4    | 2 | 1 | 1 | 0 | 5  | 3  | +2 |
| 2. Ebolitana | 4    | 2 | 1 | 1 | 0 | 5  | 3  | +2 |
| 3. Aprilia   | 0    | 2 | 0 | 0 | 2 | 2  | 6  | -4 |

Legenda:
      Promossa al turno successivo.
Regolamento:
Tre punti a vittoria, uno a pareggio, zero a sconfitta.
|           | Risultati |           | Luogo e data   |
| --------- | --------- | --------- | -------------- |
| Arzanese  | 3-1       | Aprilia   | 22 maggio 2011 |
| Aprilia   | 1-3       | Ebolitana | 29 maggio 2011 |
| Ebolitana | 2-2       | Arzanese  | 4 giugno 2011  |
|           |           |           |                |

### Semifinali
|          | Risultati     |           | Luogo e data         |
| -------- | ------------- | --------- | -------------------- |
| Cuneo    | 1-1 (4-2 dtr) | Ebolitana | Cuneo, 9 giugno 2011 |
| Arzanese | 1-1 (4-5 dtr) | Perugia   | 9 giugno 2011        |
|          |               |           |                      |

### Finale
|       | Risultati |         | Luogo e data            |
| ----- | --------- | ------- | ----------------------- |
| Cuneo | 1-0       | Perugia | Treviso, 11 giugno 2011 |
|       |           |         |                         |